# Hôrky
Pour les articles homonymes, voir Horky.
Hôrky (en hongrois : Zsolnaberkes) est une commune de la région de Žilina, en Slovaquie.

## Histoire
La première mention écrite du village date de 1393.

## Démographie

### Évolution de la population
| Année:               | 1994. | 2004.   | 2014.    | 2024.    |
| -------------------- | ----- | ------- | -------- | -------- |
| Nombre de personnes: | 581   | 615     | 722      | 1042     |
| Différence:          |       | +5,85 % | +17,39 % | +44,32 % |

| Année:               | 2023. | 2024.   |
| -------------------- | ----- | ------- |
| Nombre de personnes: | 1011  | 1042    |
| Différence:          |       | +3,06 % |